# Печать Колорадо
Печать штата Колорадо (англ. Seal of the State of Colorado) — один из символов штата Колорадо, США.

## Описание
Круглая печать, внутри синего поля располагается геральдический щит. На щите изображены заснеженные горы и шахтёрские инструменты. Над щитом — всевидящее око и фасции. Ниже находится девиз Колорадо: «Nil sine numine». На внешней окружности печати расположена надпись  «State of Colorado» (рус. Штат Колорадо) и «1876» — год присвоения Колорадо статуса штата.

## История
Современная печать является интерпретацией предыдущей печати, изначально разработанной Льюисом Уэлдом совместно с  губернатором Территории Колорадо Уильямом Гилпином. Первоначальный вариант был принят 6 ноября 1861 года, современный — 15 марта 1877 года.

Девиз — Nil sine numine  (лат. «Ничто без провидения»; англ. «Nothing without providence» или «Nothing without the Deity»). Девиз по всей видимости является адаптацией из «Энеиды» Вергилия, где во второй книге в строке 777 встречаются слова «...non haec sine numine devum eveniunt».

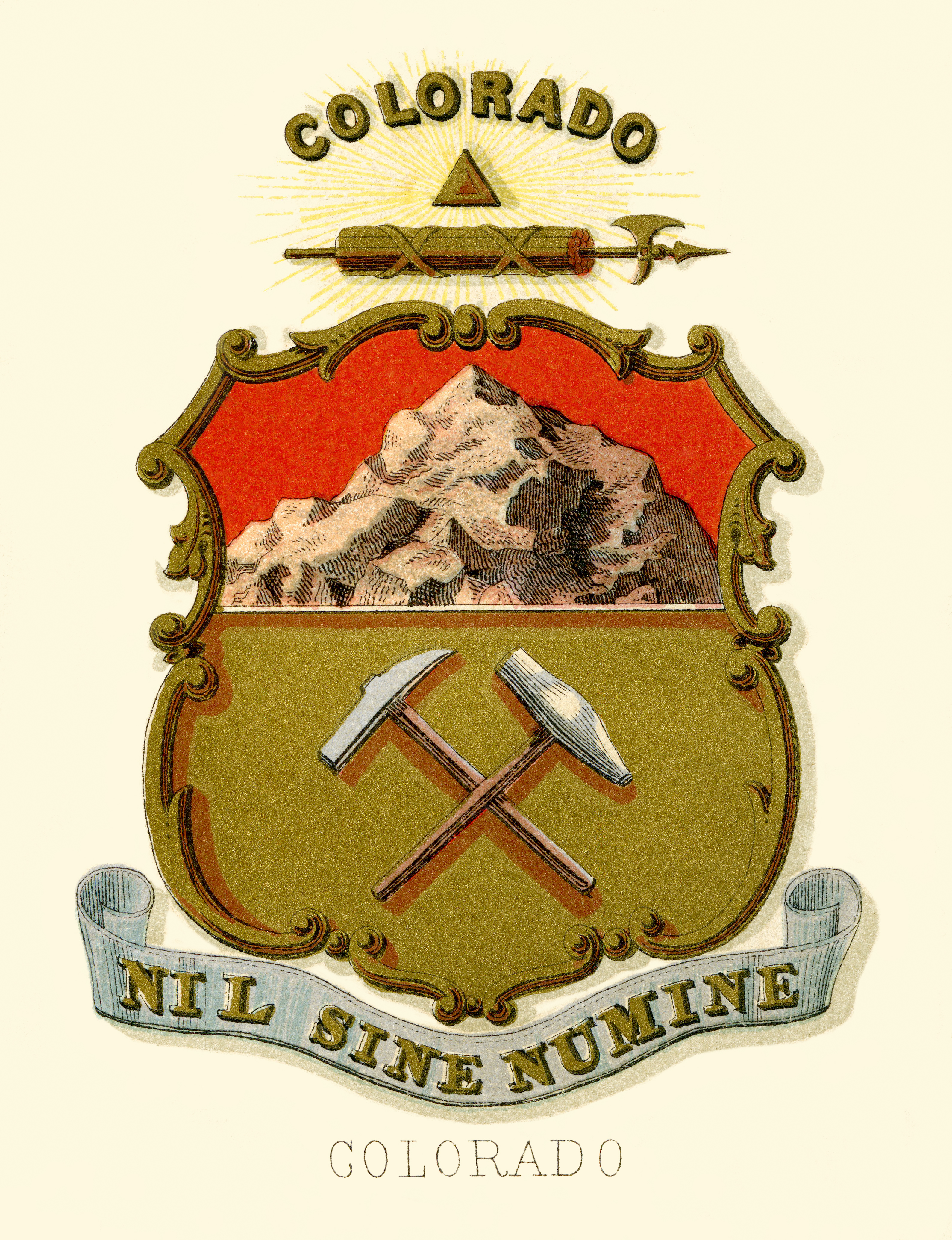
Исторический герб штата Колорадо, 1876
Печать Исполнительного офиса штата Колорадо